# Campeonato Mundial de Ginástica Artística de 2006 - Resultados masculinos
Os resultados masculinos no Campeonato Mundial de Ginástica Artística de 2006 somaram 24 medalhas nas oito provas disputadas. Apenas nas barras paralelas ocorreu um empate.

## Resultados

### Equipes
Finais
| Pos.              | País         | Ginastas | Pts     |
| ----------------- | ------------ | --- | ------- |
| Medalha de ouro   | China        | Chen Yibing, Liang Fuliang, Zou Kai, Feng Jing, Xiao Qin, Yang Wei                                             | 277,775 |
| Medalha de prata  | Rússia       | Sergei Khorokhordin, Maxim Deviatovski, Nikolai Kryukov, Yury Ryazanov, Dimitri Gogotov, Alexander Safoshkin   | 275,400 |
| Medalha de bronze | Japão        | Hiroyuki Tomita, Takuya Nakase, Eiichi Sekiguchi, Hisashi Mizutori, Takehito Mori, Naoya Tsukahara             | 274,800 |
| 4                 | Roménia      | Dan Potra, Flavius Koczi, Ilie Daniel Popescu, Dorin Razvan Selariu, George Robert Stanescu, Marian Dragulescu | 272,225 |
| 5                 | Bielorrússia | Denis Savenkov, Dimitri Savitski, Dimitri Kaspiarovich, Uladzimir Yermakov, Ivan Ivankov, Aliaksandr Tsarevich | 272,050 |
| 6                 | Canadá       | Nathan Gafuik, Adam Wong, David Kikuchi, Ken Ikeda, Brandon O'Neill, Kyle Shewfelt                             | 270,350 |
| 7                 | Alemanha     | Robert Juckel, Fabian Hambüchen, Thomas Andergassen, Eugen Spiridonov, Philipp Boy, Marcel Nguyen              | 270,025 |
| 8                 | Suíça        | Mark Ramseier, N. Böschenstein, Claudio Capelli, Andreas Schweizer, Daniel Groves, Roger Sager                 | 268,025 |

Fase de classificação
| Pos. | País        | Ginastas | Pts     |
| ---- | ----------- | -------- | ------- |
| 9    | Espanha     | -        | 358,525 |
| 10   | França      | -        | 358,475 |
| 11   | C. do Sul   | -        | 358,475 |
| 12   | Ucrânia     | -        | 358,275 |
| 13   | E. Unidos   | -        | 358,100 |
| 14   | Austrália   | -        | 356,175 |
| 15   | Itália      | -        | 352,500 |
| 16   | Porto Rico  | -        | 351,250 |
| 17   | Grécia      | -        | 351,025 |
| 18   | Brasil      | -        | 349,000 |
| 19   | R. Unido    | -        | 347,450 |
| 20   | Cazaquistão | -        | 346,325 |
| 21   | Bulgária    | -        | 345,125 |
| 22   | Portugal    | -        | 344,525 |
| 23   | P. Baixos   | -        | 344,175 |
| 24   | Letônia     | -        | 343,350 |
| 25   | Polónia     | -        | 341,800 |
| 26   | Venezuela   | -        | 341,575 |
| 27   | Hungria     | -        | 340,750 |
| 28   | México      | -        | 340,250 |
| 29   | Taipé C.    | -        | 336,825 |
| 30   | Israel      | -        | 335,875 |
| 31   | Dinamarca   | -        | 334,900 |
| 32   | Finlândia   | -        | 333,400 |
| 33   | Suécia      | -        | 327,925 |
| 34   | Noruega     | -        | 327,850 |
| 35   | Áustria     | -        | 327,250 |
| 36   | Turquia     | -        | 327,075 |
| 37   | Egito       | -        | 326,775 |
| 38   | A. do Sul   | -        | 326,600 |
| 39   | Rep. Tcheca | -        | 324,500 |
| 40   | Argélia     | -        | 324,175 |
| 41   | Islândia    | -        | 316,900 |
| 42   | Eslovênia   | -        | 310,500 |
| 43   | Chile       | -        | 303,025 |

### Individual geral
Finais
| Pos.              | País           | Ginastas             | Pontos |
| ----------------- | -------------- | -------------------- | ------ |
| Medalha de ouro   | China          | Yang Wei             | 94,400 |
| Medalha de prata  | Japão          | Hiroyuki Tomita      | 93,175 |
| Medalha de bronze | Alemanha       | Fabian Hambüchen     | 92,975 |
| 4                 | China          | Chen Yibing          | 92,625 |
| 5                 | Rússia         | Maxim Deviatovski    | 92,550 |
| 6                 | Japão          | Takuya Nakase        | 91,650 |
| 7                 | Coreia do Sul  | Yang Tae-Young       | 90,700 |
| 8                 | Roménia        | Dorin Razvan Selariu | 90,600 |
| 9                 | Canadá         | Adam Wong            | 90,325 |
| 9                 | Espanha        | Rafael Martinez      | 90,325 |
| 11                | Bielorrússia   | Dimitri Savitski     | 90,100 |
| 12                | Austrália      | Joshua Jefferis      | 89,250 |
| 13                | Ucrânia        | Roman Zozulya        | 89,100 |
| 14                | Roménia        | Dan Nicolae Potra    | 89,000 |
| 15                | França         | Dimitri Karbanenko   | 88,925 |
| 16                | Rússia         | Yury Ryazanov        | 88,900 |
| 17                | Canadá         | Nathan Gafuik        | 88,250 |
| 18                | Estados Unidos | Guillermo Alvarez    | 88,175 |
| 19                | Grécia         | Christos Lympanovnos | 88,000 |
| 20                | Portugal       | Luis Vargas          | 87,450 |
| 21                | Ucrânia        | Mykola Kuksenkov     | 87,425 |
| 22                | Estados Unidos | Alexander Artemev    | 87,225 |
| 23                | Suíça          | Claudio Capelli      | 85,250 |

| Pos.              | País     | Ginasta             | Pts    |
| ----------------- | -------- | ------------------- | ------ |
| Medalha de ouro   | Roménia  | Marian Dragulescu   | 16,250 |
| Medalha de prata  | Brasil   | Diego Hypolito      | 16,150 |
| Medalha de bronze | Canadá   | Kyle Shewfelt       | 15,700 |
| 4                 | Espanha  | Gervasio Deferr     | 15,675 |
| 5                 | Bulgária | Jordan Jovtchev     | 15,600 |
| 6                 | China    | Zou Kai             | 15,550 |
| 7                 | Israel   | Alexander Shatilov  | 15,525 |
| 8                 | Espanha  | Isaac Botella Perez | 14,600 |

| Pos.              | País           | Ginasta               | Pts    |
| ----------------- | -------------- | --------------------- | ------ |
| Medalha de ouro   | China          | Xiao Qin              | 16,025 |
| Medalha de prata  | Austrália      | Prashnath Sellathurai | 15,750 |
| Medalha de bronze | Estados Unidos | Alexander Artemev     | 15,500 |
| 4                 | Rússia         | Nikolai Kryukov       | 15,450 |
| 5                 | China          | Feng Jing             | 15,375 |
| 6                 | Roménia        | Flavius Koczi         | 15,350 |
| 7                 | Japão          | Hiroyuki Tomita       | 15,225 |
| 8                 | Croácia        | Robert Seligman       | 14,750 |

| Pos.              | País          | Ginasta             | Pts    |
| ----------------- | ------------- | ------------------- | ------ |
| Medalha de ouro   | China         | Chen Yibing         | 16,525 |
| Medalha de prata  | Bulgária      | Jordan Jovtchev     | 16,325 |
| Medalha de bronze | Países Baixos | Yuri van Gelder     | 16,300 |
| 4                 | China         | Yang Wei            | 16,275 |
| 5                 | Bielorrússia  | Ivan Ivankov        | 16,225 |
| 6                 | Rússia        | Alexander Safoshkin | 15,850 |
| 7                 | Itália        | Andrea Coppolino    | 15,625 |
| 8                 | Itália        | Matteo Angioletti   | 15,500 |

| Pos.              | País         | Ginasta              | Pts    |
| ----------------- | ------------ | -------------------- | ------ |
| Medalha de ouro   | Roménia      | Marian Dragulescu    | 16,487 |
| Medalha de prata  | Bielorrússia | Dimitri Kaspiarovich | 16,312 |
| Medalha de bronze | Alemanha     | Fabian Hambüchen     | 15,825 |
| 4                 | Cazaquistão  | Yernar Yerimbetov    | 15,712 |
| 5                 | Brasil       | Diego Hypolito       | 15,662 |
| 6                 | Polónia      | Leszek Blanik        | 15,650 |
| 7                 | Letônia      | Evgeni Sapronenko    | 15,412 |
| 8                 | França       | Raphaël Wignanitz    | 15,237 |

| Pos.             | País         | Ginasta              | Pts    |
| ---------------- | ------------ | -------------------- | ------ |
| Medalha de ouro  | China        | Yang Wei             | 16,075 |
| Medalha de prata | Japão        | Hiroyuki Tomita      | 15,950 |
| Medalha de prata | C. do Sul    | Yoo Won-Chul         | 15,950 |
| 4                | Grécia       | Vasileios Tsolakidis | 15,925 |
| 5                | Bielorrússia | Ivan Ivankov         | 15,850 |
| 6                | C. do Sul    | Yang Tae Young       | 15,725 |
| 7                | Japão        | Takehito Mori        | 15,700 |
| 8                | Uzbequistão  | Anton Fokin          | 15,450 |

| Pos.              | País          | Ginasta           | Pts    |
| ----------------- | ------------- | ----------------- | ------ |
| Medalha de ouro   | Austrália     | Philippe Rizzo    | 16,125 |
| Medalha de prata  | Eslovênia     | Aljaz Pegan       | 15,900 |
| Medalha de bronze | Grécia        | Vlasios Maras     | 15,800 |
| 4                 | Japão         | Hiroyuki Tomita   | 15,550 |
| 5                 | Rússia        | Nikolai Kryukov   | 15,525 |
| 6                 | Japão         | Takehito Mori     | 14,875 |
| 7                 | Coreia do Sul | Kim Seung Il      | 14,375 |
| 8                 | Roménia       | Marian Dragulescu | 11,325 |